# Hermann Lingg

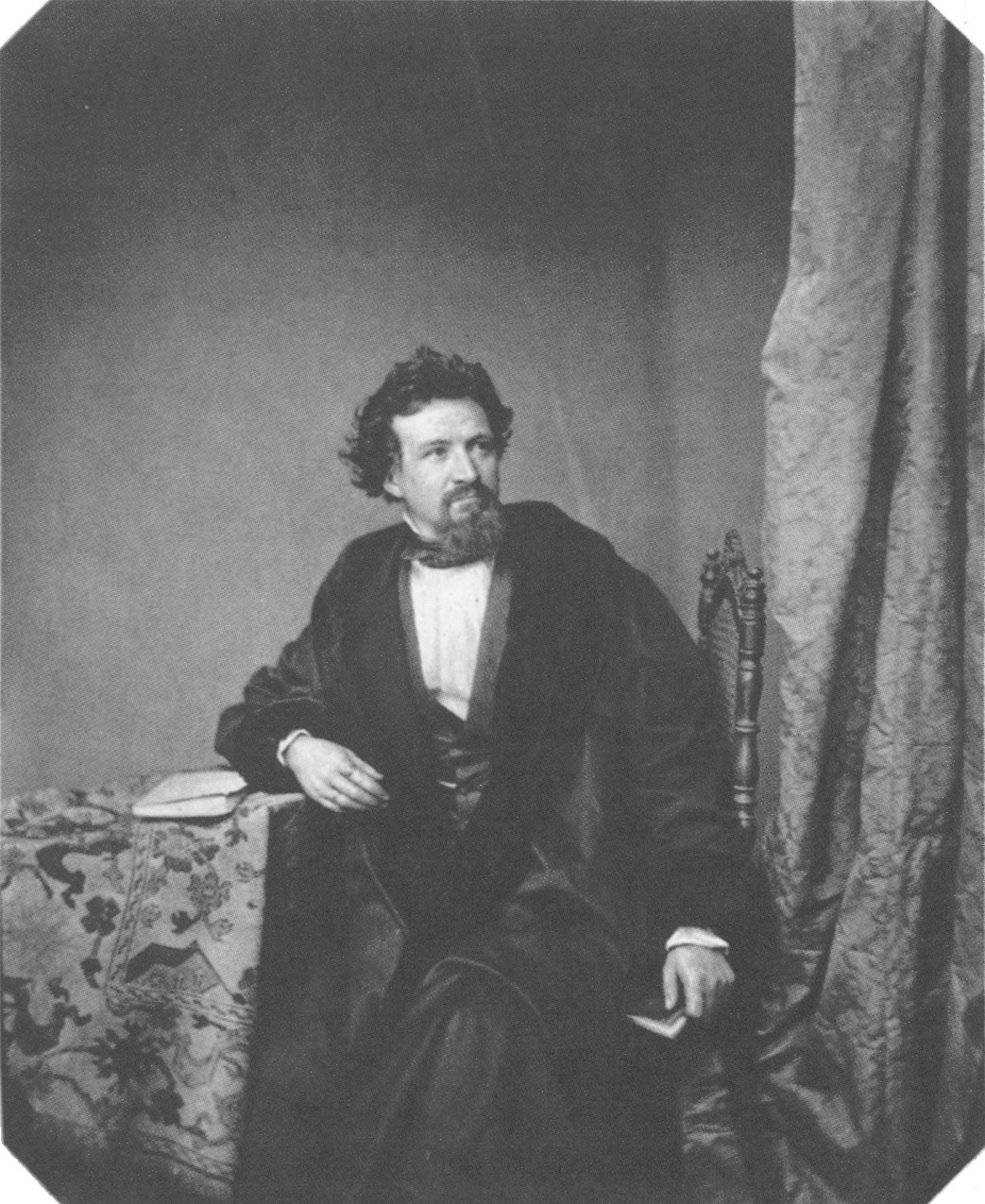
Hermann Lingg, ca. 1860

Vorderdeckelillustration zu Schlussrhythmen

Hermann Lingg, ab 1890 Ritter von Lingg, (* 22. Januar 1820 Lindau; † 18. Juni 1905 München) war ein deutscher Dichterarzt. Als Lyriker und Epiker schrieb er Balladen, Dramen und Erzählungen. 

## Leben
Lingg machte sein Abitur am Königlich Bayerischen Gymnasium Kempten. Er begann an der Ludwig-Maximilians-Universität München Medizin zu studieren und wurde 1839 im Corps Suevia München recipiert. Er wechselte an die Albert-Ludwigs-Universität Freiburg, die Friedrich-Wilhelms-Universität zu Berlin und die Karls-Universität Prag. Im Juni 1843 wurde er in München zum Dr. med. promoviert. Er trat als Unterarzt in die Bayerische Armee ein. Sein Bataillon wurde zur Niederschlagung der Badischen Revolution eingesetzt, zuletzt in der Festung Rastatt und in Donauwörth. Als er gegen seine Überzeugung handeln musste (unter den Revolutionären befanden sich auch einige seiner Jugendfreunde), verfiel er in schwere Depressionen und Verfolgungswahn. Er flüchtete in die Wälder und wurde im Juli 1849 ins Militärspital München eingewiesen. Wenige Wochen später zu Verwandten entlassen, wurde er im September 1849 in die Heilanstalt Schloss Winnental gebracht, deren Direktor Albert Zeller ihn bereits im März 1850 als geheilt entließ. Lingg zog nach München, wo er in den Ruhestand versetzt wurde und sich fortan, von König Max II. finanziell unterstützt, ausschließlich geschichtlichen und poetischen Studien widmete. 
Erste Geltung erlangte Lingg durch eine von Emanuel Geibel eingeführte Sammlung seiner Gedichte (Stuttgart 1853, 7. Auflage 1871 und Stuttgart 1868, 3. Auflage 1874). Sein bekanntestes Werk ist Die Völkerwanderung (Stuttgart 1866–68, 3 Bde.). 
Eine Pension und gelegentliche finanzielle Unterstützung durch Freunde, wie z. B. Max von Pettenkofer und Justus von Liebig sowie die Deutsche Schillerstiftung ermöglichten dem psychisch wieder stabilisierten Lingg ein auskömmliches Leben. 1854 heiratete er eine Forstaufseherstochter. Er begegnete dem Schriftsteller Emanuel Geibel, der ihn in den Münchner Dichterkreis Die Krokodile einführte. Er verfasste viele Gedichte, so auch das namengebende „Das Krokodil von Singapur“.
In seiner Geburtsstadt Lindau bewohnte er die Villa Lingg in der Bregenzer Str. 5, heute Landratsamt, die er 1868 von Julius Naue mit – heute verlorenen – Fresken ausstatten ließ. Sein Hauptnachlass befindet sich in der Bayerischen Staatsbibliothek. Sein Grab auf dem Alten Nordfriedhof in München ist erhalten.

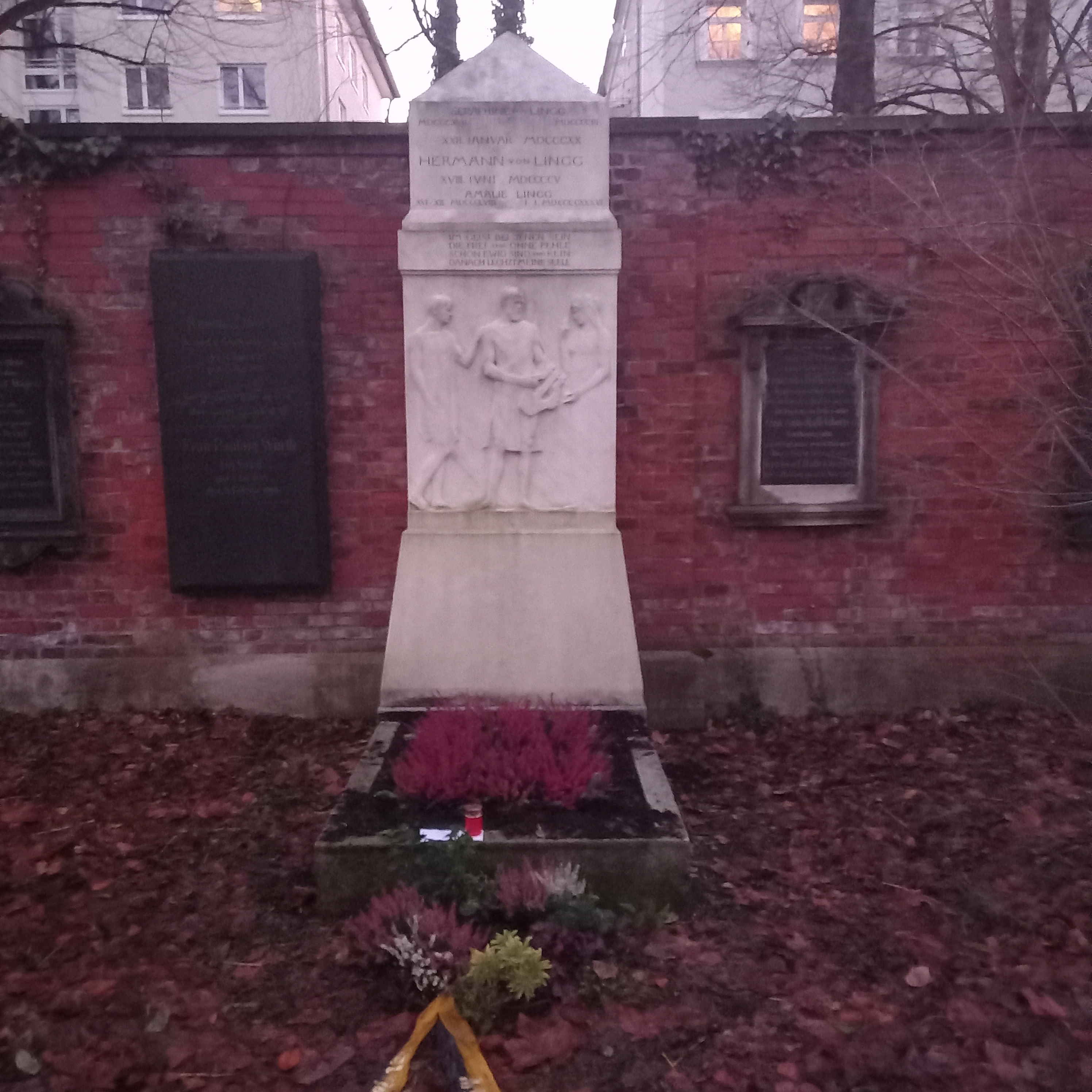
Das Grab von Hermann Lingg und seiner Ehefrau Serpahine geborene Lang auf dem Alten Nordfriedhof in München

Sein Vetter Maximilian von Lingg war Bischof von Augsburg.

## Ehrungen
- Hermann-Lingg-Straße in München (1906)
- Lingg-Straße in Nürnberg, Kempten (Allgäu)  und Lindau (Bodensee)
- Ehrenbürger von Lindau (1890)
- Ehrenbürger von München (1890)
- Verdienstorden der Bayerischen Krone (1890)

## Werke

Hermann Lingg, ca. 1890
Holzstich aus dem Bilderatlas zur Geschichte der deutschen Literatur von Karl Friedrich Gustav Könnecke

- Gedichte, 1853. Ausg. 1854 online
- Catilina. Drama, 1864. online
- Die Walkyren. Ein dramatisches Gedicht in drei Akten, 1865. online
- Die Völkerwanderung. 3 Bde., 1866/68. Bd.1 online, Bd.2, Bd.3, (Neuauflage 2019, ISBN 978-3-7437-2918-6).
- Gedichte. Zweiter Band, 1868. online
- Vaterländische Balladen und Gesänge, 1869. online
- Herausgeber: Liebesblüthen aus Deutschlands Dichterhain. lyrische Anthologie, 1869. online
- Gedichte. Dritter Band, 1870. online
- Zeitgedichte. 1870. online
- Wanderungen durch die internationale Kunstausstellung in München. 1870. online
- Violante. Trauerspiel. 1871. online
- Dunkle Gewalten. Epische Dichtungen. 1872. online
- Die Besiegung der Cholera. Satyrdrama, 1873. online
- Der Doge Candiano. Drama. 1873. online
- Berthold Schwarz. Dramatische Dichtung. 1874. online
- Macalda. Trauerspiel, 1877. online
- Schlußsteine. Neue Gedichte, 1878. online
- Byzantinische Novellen. 1881. online, (Neuauflage 2019, ISBN 978-3-7437-2936-0).
- Von Wald und See. Fünf Novellen. 1883.
- Clytia. Eine Szene aus Pompeji. 1883.
- Skaldenklänge. Balladenbuch zeitgenössischer Dichter (Anthologie, zus. mit der Gräfin Ballestrem), 1883.
- Högni’s letzte Heerfahrt. Nordische Szene nach einer Saga der Edda. 1884.
- Lyrisches. neue Gedichte, 1885.
- Die Bregenzer Klause. Drama (Umarbeitung der 1883 erschienenen gleichnamigen Novelle). 1887.
- Jahresringe. Neue Gedichte. 1889
- Furchen. Neue Novellen. 1889
- Die Völkerwanderung. 2. Aufl. 1892
- Dramatische Dichtungen. Gesamtausgabe, 1897/99.
- Meine Lebensreise. Autobiographie, 1899. online
- Schlußrhythmen und Neueste Gedichte. 1901